# Liste der Monuments historiques in Rouvres-en-Plaine
Die Liste der Monuments historiques in Rouvres-en-Plaine führt die Monuments historiques in der französischen Gemeinde Rouvres-en-Plaine auf.

## Liste der Immobilien
| Bezeichnung             | Beschreibung                    | Standort               | Kennzeichnung | Schutzstatus | Datum | Bild           |
| ----------------------- | ------------------------------- | ---------------------- | ------------- | ------------ | ----- | -------------- |
| Kirche St-Jean-Baptiste | aus dem 13. und 14. Jahrhundert | Rue de l’Eglise (Lage) | PA00112615    | Classé       | 1862  | weitere Bilder |

## Liste der Objekte
| Bezeichnung                                                                    | Beschreibung                                                   | Standort                              | Kennzeichnung | Schutzstatus | Datum | Bild           |
| ------------------------------------------------------------------------------ | -------------------------------------------------------------- | ------------------------------------- | ------------- | ------------ | ----- | -------------- |
| Kreuzreliquiar                                                                 | Silber, vergoldet, Edelsteine, 13. Jahrhundert                 | in der Kirche St-Jean-Baptiste (Lage) | PM21001900    | Classé       | 1891  |                |
| Skulptur Johannes der Täufer (1)                                               | Kalkstein, 14. Jahrhundert                                     | in der Kirche St-Jean-Baptiste (Lage) | PM21001901    | Classé       | 1901  | weitere Bilder |
| Zwei Kerzenständer                                                             | Holz, vergoldet, 17. Jahrhundert                               | in der Kirche St-Jean-Baptiste (Lage) | PM21001902    | Classé       | 1901  | weitere Bilder |
| Paxtafel mit Kreuzigungsgruppe                                                 | Elfenbein, 15. Jahrhundert                                     | in der Kirche St-Jean-Baptiste (Lage) | PM21001903    | Classé       | 1907  |                |
| Skulptur Madonna mit Kind (1)                                                  | Kalkstein, 17. Jahrhundert, Jean Dubois zugeschrieben          | in der Kirche St-Jean-Baptiste (Lage) | PM21001904    | Classé       | 1907  |                |
| Altarbaldachin                                                                 | Holz, bemalt, 15. Jahrhundert                                  | in der Kirche St-Jean-Baptiste (Lage) | PM21001906    | Classé       | 1907  |                |
| Drei Skulpturen: Madonna mit Kind, Johannes Evangelist und Johannes der Täufer | Kalkstein, 15. Jahrhundert                                     | in der Kirche St-Jean-Baptiste (Lage) | PM21001907    | Classé       | 1908  | weitere Bilder |
| Grabstein für Monnot Machefoing und seine Gattin                               | Kalkstein, bezeichnet 1428 und 1445                            | in der Kirche St-Jean-Baptiste (Lage) | PM21001908    | Classé       | 1908  | weitere Bilder |
| Skulptur eines Stifters                                                        | Kalkstein, 15. Jahrhundert                                     | in der Kirche St-Jean-Baptiste (Lage) | PM21001909    | Classé       | 1908  | weitere Bilder |
| Chorgestühl                                                                    | Holz, 16. Jahrhundert; aus der Kirche St-Michel in Dijon       | in der Kirche St-Jean-Baptiste (Lage) | PM21001910    | Classé       | 1908  | weitere Bilder |
| Arme-Seelen-Altar                                                              | Kalkstein, farbig gefasst, Holz, 17. Jahrhundert; mit Kruzifix | in der Kirche St-Jean-Baptiste (Lage) | PM21001911    | Classé       | 1908  | weitere Bilder |
| Taufbecken                                                                     | Kalkstein, 15. Jahrhundert                                     | in der Kirche St-Jean-Baptiste (Lage) | PM21001912    | Classé       | 1923  | weitere Bilder |
| Skulptur Johannes der Täufer (2)                                               | Holz, 15. Jahrhundert                                          | in der Kirche St-Jean-Baptiste (Lage) | PM21001920    | Classé       | 1958  |                |
| Pietà                                                                          | Kalkstein, farbig gefasst, 15. Jahrhundert                     | in der Kirche St-Jean-Baptiste (Lage) | PM21001921    | Classé       | 1962  | weitere Bilder |
| Skulptur Johannes der Täufer (3)                                               | Silber, vergoldet, 17. Jahrhundert                             | in der Kirche St-Jean-Baptiste (Lage) | PM21001922    | Classé       | 1962  |                |
| Prozessionskreuz                                                               | Silber, 1761/62, Goldschmied Antoine Chapuis I.                | in der Kirche St-Jean-Baptiste (Lage) | PM21001923    | Classé       | 1962  |                |
| Weihrauchfass                                                                  | Silber, 1757/58, Goldschmied Antoine Chapuis I.                | in der Kirche St-Jean-Baptiste (Lage) | PM21001924    | Classé       | 1962  |                |
| Kasel                                                                          | Seide, bestickt, 18. Jahrhundert                               | in der Kirche St-Jean-Baptiste (Lage) | PM21001925    | Classé       | 1962  |                |
| Weihrauchschiffchen                                                            | Silber, um 1700                                                | in der Kirche St-Jean-Baptiste (Lage) | PM21002682    | Classé       | 1962  |                |
| Pluviale                                                                       | Seide, bestickt, 18. Jahrhundert                               | in der Kirche St-Jean-Baptiste (Lage) | PM21002683    | Classé       | 1962  |                |
| Relief Anbetung der Könige                                                     | Kalkstein, 17. Jahrhundert, Jean Dubois zugeschrieben          | in der Kirche St-Jean-Baptiste (Lage) | PM21001905    | Classé       | 1907  |                |
| Grabstein für Héliot Thomas                                                    | Kalkstein, bezeichnet 1559                                     | in der Kirche St-Jean-Baptiste (Lage) | PM21001913    | Classé       | 1923  | weitere Bilder |
| Grabstein für Jean Thomas, genannt Montaigne, und Marguerite Salignon          | Kalkstein, bezeichnet 1586                                     | in der Kirche St-Jean-Baptiste (Lage) | PM21001914    | Classé       | 1923  | weitere Bilder |
| Grabstein für Barbe Roignet                                                    | Kalkstein, bezeichnet 1597                                     | in der Kirche St-Jean-Baptiste (Lage) | PM21001915    | Classé       | 1923  | weitere Bilder |
| Grabstein für Jean Terrion und Catherine Morelot                               | Kalkstein, bezeichnet 1564 und 1576                            | in der Kirche St-Jean-Baptiste (Lage) | PM21001916    | Classé       | 1923  |                |
| Grabstein für Antoine Terrion und Reine Jantot                                 | Kalkstein, bezeichnet 1610                                     | in der Kirche St-Jean-Baptiste (Lage) | PM21001917    | Classé       | 1923  |                |
| Grabstein für Pierre Terrion und Jeanne Brechillet                             | Kalkstein, bezeichnet 1648                                     | in der Kirche St-Jean-Baptiste (Lage) | PM21001918    | Classé       | 1923  |                |
| Grabstein für Hilaire Fouquet und Louise Hervieu                               | Kalkstein, bezeichnet 1674                                     | in der Kirche St-Jean-Baptiste (Lage) | PM21001919    | Classé       | 1923  | weitere Bilder |